# Zakochany facet
Zakochany facet – solowy album wokalisty Boys, Marcina Millera, który ukazał się w listopadzie 1999 roku pod wydawnictwem firmy fonograficznej Green Star. Do piosenki „Miłość i gniew” został nakręcony teledysk z żoną Anną. Utwór „Podaruj dzieciom słońce” wraz z zespołem Focus, którego był to debiutancki utwór, został zrealizowany w ramach akcji charytatywnej Fundacji Polsat. Do niego także nakręcono teledysk. Album został wydany na kasecie i na CD.

## Wersja CD[4]
1. W taki czas.
2. Przytul mnie (W sylwestrową noc 2000).
3. Wciąż razem.
4. Noc.
5. Wróć kochana.
6. Dlaczego miłość boli.
7. Twój jeden uśmiech (J.B. Remix).
8. Powiedz matko.
9. Ostatni raz.
10. Wiosna 90'.
11. Miłość i gniew.
12. Podaruj dzieciom słońce (oraz Focus).

## Wersja kasetowa[5]

### Strona A
1. W taki czas.
2. Przytul mnie (W sylwestrową noc 2000).
3. Wciąż razem.
4. Noc.
5. Wróć kochana.
6. Dlaczego miłość boli.

### Strona B
1. Twój jeden uśmiech (J.B. Remix).
2. Powiedz matko.
3. Ostatni raz.
4. Wiosna 90'.
5. Miłość i gniew.
6. Podaruj dzieciom słońce (oraz Focus).